# Hugh Harris
Hugh Harris est le guitariste soliste de The Kooks, et prête sa voix sur certaines chansons. Il joue généralement sur une Gibson ES 335 ou une Duesenberg Starplayer TV. Né le 19 juillet 1987, il est le plus jeune membre du groupe.
Parallèlement au groupe, il sort en septembre 2020 un premier album solo éponyme de 12 titres, porté par les singles Earth like you et Curious illusions. 